# Parahathlia melanocephala
Parahathlia melanocephala là một loài bọ cánh cứng trong họ Cerambycidae.